# Bojana Mitreva
Bojana Mitreva (in bulgaro Бояна Митрева?; Topolovgrad, 24 agosto 1961) è un'ex cestista bulgara.

## Carriera
Con la Bulgaria ha disputato i Campionati europei del 1985, vincendo la medaglia d'argento.